# Laurence Beaulieu-Beaudoin
Pour les articles homonymes, voir Beaulieu et Beaudoin.
Laurence Beaulieu-Beaudoin, née Laurence Beaulieu le 15 août 1919 à Saint-Laurent, et morte le 19 avril 1996 à l’hôpital Sacré-Cœur de Montréal à l'âge de 76 ans, est une auteure québécoise. Elle vit la plus grande partie de sa vie à Sainte-Rose, au Québec.
Laurence Beaulieu-Beaudoin est l’auteur de deux ouvrages.
- Dans La vie de la femme d’un médecin de campagne, elle évoque, en une plaquette, la vie d’un village à travers ses souvenirs de la dizaine d’années qu’elle passa comme domestique chez le docteur Avila Desroches, son employeur durant les années 1930 et 1940, jusqu’à son mariage au printemps 1946.

- L’arbre de la vie raconte l’histoire de sa propre famille. Elle nous y présente son père Alexandre Beaulieu, sa mère Délisca Cousineau, ses sept sœurs et son frère. L’auteur relate des moments vécus qu’elle parsème de réflexions, de remarques, de commentaires. L’œuvre est un survol de la vie quotidienne de paysans, des années 1920 aux années 1950, dans un Québec agricole et endoctriné par l’omniprésente Église.

Laurence Beaulieu-Beaudoin rencontre le chorégraphe et auteur-compositeur Michel Conte au début des années 1960 à Sainte-Rose et est avec sa famille et dans l’intimité de son foyer un des premiers publics de chansons qu’il enregistre en 1965 :  des chansons comme Tout mais pas ça et Jean-Sébastien ou encore Ave Maria et Je me souviens.

## Note
1. ↑  Selon l’un des fils de madame Beaulieu-Beaudoin, en fait Michel Conte interpréta en s’accompagnant au piano l’intégrale de son premier album intitulé Michel Conte chante Conte.